# كنصفرة
كنصفرة قرية سورية تقع في منطقة جبل الزاوية تتبع ناحية إحسم في منطقة أريحا في محافظة إدلب. بلغ عدد سكانها 7,496 نسمة في عام 2004 حسب إحصاء المكتب المركزي للإحصاء. وهي قرية مشهورة بخضرتها خاصة في الصيف لكثرة الأشجار فيها لا سيما الزيتون والكرز والعنب وأكثر الأشجار زراعة في القرية هي شجرة الكرز والزيتون وبدأت زراعة التين تتوسع في القرية أيضاً. كما أن الشجرة التي كانت أكثر رواجا في هذه القرية هي شجرة العنب بعدة أصناف ولكن سوء الخدمة وانخفاض أسعار العنب والجفاف الذي تعاني منه القرية والمنطقة أدى إلى تناقص في كروم العنب والاستعاضة عنها بأشجار الكرز هذا بين 1990 وحتى 2000.
ولكن انتشار آفات الكرز لا سيما الكابنودس أدى أيضاً لتناقص أشجار الكرز وتم استبدالها بأشجار التين وخاصة في الأعوام القليلة الماضية.
تخدم القرية بالعديد من الخدمات ولا سيما مشفى ومستوصف ومركز بريد ومجمع تجاري عدد 2 و العديد من المدارس.
تعد كنصفرة من أجمل قرى جبل الزاوية لا سيما وقت تزهير الكرز حيث تكسى بثوب البياض والأزهار لوقت لا بأس به كما تفوح رائحة الورود والأزهار .

## تاريخ كنصفرة
كنصفرة بلدة قديمة تعود بتاريخها إلى ما قبل الفترة الرومانية، والاسم قديم مشتق من اللغة السريانية جاء من كلمة كن+صفرة والكن هو التل ما ارتفع من الأرض والصفرة هي العنب أو الخمرة بسبب انتشار زراعة العنب والخمارات فيها والتي لا تزال آثارها باقية حتى هذا الوقت،
وهي من أولى القرى الثائرة في جبل الزاوية ضد نظام الحكم للرئيس السوري بشار الأسد .